# Torkil Lauritzen
Torkil Lauritzen, né le 18 juin 1901 à Frederiksberg et mort le 4 juin 1979 dans la même ville, était un acteur danois. 

## Biographie
Torkil Lauritzen est le fils du couple d'acteurs Henny et Carl Lauritzen. Il a fait ses débuts au Aarhus Teater en 1921, et a eu beaucoup de rôles dans des émissions radio et dans des séries télévisées.

## Filmographie

### Cinéma
- 1927 : Vester Vov-Vov
- 1929 : Hallo! Afrika forude! : Young Gentleman (en tant que Thorkil Lauritzen)
- 1935 : Min kone er husar : Officer
- 1935 : Week-end : Ægtemand på weekendtur (en tant que Thorkil Lauritzen)
- 1936 : Snushanerne : Tolder (en tant que Thorkil Lauritzen)
- 1937 : Der var engang en Vicevært : Onkel Aksel (en tant que Thorkil Lauritzen)
- 1937 : En fuldendt gentleman : Kammerjunker Torben von Gothenburg (en tant que Thorkil Lauritzen)
- 1937 : Frk. Møllers jubilæum : Sekretær (en tant que Thorkil Lauritzen)
- 1938 : Alarm : En falckmand (en tant que Thorkil Lauritzen)
- 1938 : Blaavand melder Storm : Kokkedreng på 'Falken' (en tant que Thorkil Lauritzen)
- 1938 : Champagnegaloppen : Løjtnant Seefeld (en tant que Thorkil Lauritzen)
- 1939 : Nordhavets mænd : Kok (en tant que Thorkil Lauritzen)
- 1940 : Familien Olsen : Bargæst (en tant que Thorkil Lauritzen)
- 1940 : Jeg har elsket og levet : Buntzen (en tant que Thorkil Lauritzen)
- 1940 : Pas på Svinget i Solby : Tjener Christensen (en tant que Thorkil Lauritzen)
- 1940 : Sommerglæder : Cyklist (en tant que Thorkil Lauritzen)
- 1941 : Tror du jeg er født i Gaar!
- 1942 : En herre i kjole og hvidt : Harders gæst i Cecil (en tant que Thorkil Lauritzen)
- 1942 : Søren Søndervold : Havnearbejderen Ole (en tant que Thorkil Lauritzen)
- 1943 : Det brændende Spørgsmaal : Protokolfører i retten (en tant que Thorkil Lauritzen)
- 1943 : Moster fra Mols : Betjent (non crédité)
- 1944 : Besættelse : Landbetjent Hermannsen (en tant que Thorkil Lauritzen)
- 1944 : Det store ansvar : Mand på bar med Margit
- 1944 : Lev livet let : Fuld gæst (en tant que Torkil Lauritzen)
- 1944 : Teatertosset : Tilskuer (en tant que Thorkil Lauritzen)
- 1947 : Mani : Studenterjubilar
- 1947 : Take What You Want
- 1949 : For frihed og ret
- 1949 : Kampen mod uretten
- 1950 : Café Paradis : Tom (en tant que Thorkil Lauritzen)
- 1950 : Min kone er uskyldig : Betjent
- 1951 : Frihed forpligter
- 1951 : Hold fingrene fra mor : Onkel Edward (en tant que Thorkil Lauritzen)
- 1951 : Mød mig paa Cassiopeia : Inspektør (non crédité)
- 1952 : Vi arme syndere
- 1953 : Adam og Eva : Waiter (en tant que Thorkil Lauritzen)
- 1953 : Fløjtespilleren : Sprechstallmeister (en tant que Thorkil Lauritzen)
- 1954 : En sømand går i land : Afdelingschef i stormagasin (en tant que Thorkil Lauritzen)
- 1955 : Min datter Nelly : Kittys ven
- 1955 : Tre finder en kro : Hushovmester (en tant que Thorkil Lauritzen)
- 1956 : Taxa K 1640 efterlyses : Taxa inspektør (en tant que Thorkil Lauritzen)
- 1958 : Lyssky transport gennem Danmark : Prokurist Rasmussen (en tant que Thorkil Lauritzen)
- 1958 : Vagabonderne paa Bakkegaarden : Bankbestyrer (non crédité)
- 1959 : Pigen i søgelyset : Manuskriptforfatter (en tant que Thorkil Lauritzen)
- 1962 : Rikki og mændene : George, bartender (en tant que Thorkil Lauritzen)
- 1969 : Mig og min lillebror og Bølle : Togkonduktør (non crédité)
- 1970 : Rend mig i revolutionen : Arrestforvarer Hansen (en tant que Thorkil Lauritzen)